# Паули, Густав-Теодор
Густав-Теодор Паули (Gustave Theodor Pauly, 1817—1867), российский этнограф; член Русского географического общества; немец по происхождению, известный в России под именем Федор Христианович, полностью Паули, Густав-Федор Христианович.
Автор известного иллюстрированного издания «Les peuples de la Russie» («Народы России»), происходил из иностранцев королевско-прусской службы. Паули принимал близкое участие в основании Российского Общества покровительства животным, делами которого он заведовал со времени его возникновения в 1865 году.

## Биография

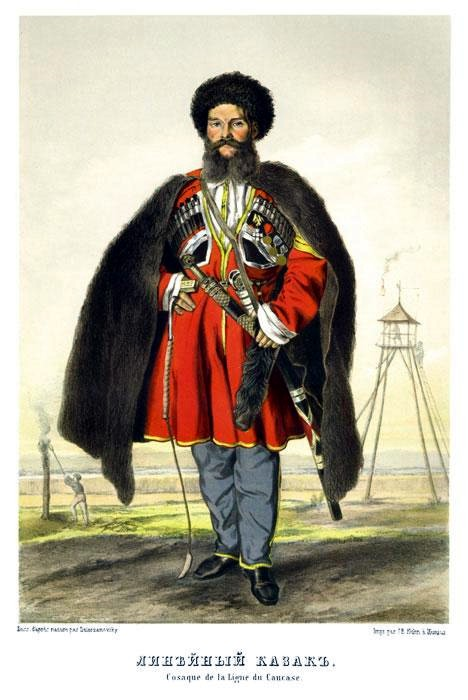
Линейный казак
на Кавказе в 1880-x годах
Густав-Теодор Паули. «Этнографическое описание народов России»,, 1862

Густав-Теодор Паули родился в 1817 году. Воспитание и обучение получил в Берлинском университете. На службу в Россию поступил 14 февраля 1841 года , из подпоручиков прусской армии, сначала корнетом в Гусарский Его Императорского Высочества герцога Максимилиана Лейхтенбергского полк.
С 20 июня 1841 года — поручик этого же гусарского полка, 4 мая 1842 года отставлен от службы с тем же чином.
Служил помощником полицмейстера Воспитательного дома, преподавал там же немецкий язык. 
Коллежский секретарь, позже титулярный советник. С 2 октября 1857 года состоял членом Императорского Русского Географического Общества.
Густав-Федор Христианович Паули изложил свои исследования в фундаментальном сводном труде по этнографии всех народов России, созданном на уникальных коллекциях Географического общества и изданным в 1862 году под заглавием «Description ethnographique des Peuples de la Russie» («Этнографическое описание народов России»; переиздано в 1877 году).
Умер 20 декабря 1867 года, в чине статского советника.

## Труды
- «Память въезда в С.-Петербург Её Императорского высочества государыни великой княгини Александры Иосифовны», 1848 год.
- Совместно с академиком Бер и Р. фон-Эркертом Этнографическое описание народов России / Description ethnographique des peuples de la Russie. СПб.: Тип. Ф. Беллизард, 1862. — 310 с. Выпуск издания был приурочен к 1000-летию Российского государства. В книге представлены 62 литографии, эскизы которых были рисованы с натуры. На них представлены представители различных народов России в национальных костюмах[3].

## Знаки отличия
- пожалована золотая табакерка.
- орден Льва и Солнца третьей степени (марте 1859 года)

## Публикации
- Паули Ф. Х. Народы России / Пер. Е. К. Радугина. — М.: Пан Пресс, 2010. — 324 с.: ил. — 1500 экз. — ISBN 978-5-9680-0171-9.